# ラベンダーパーク多可
ラベンダーパーク多可は、兵庫県多可郡多可町加美区にある西日本最大級の広さを誇るラベンダー園である。

## 概要
2008年6月にオープンしたラベンダー園。杉原川の中流域に位置し、大井戸山（おおいどさん、794メートル）の裾に広がるなだらかな丘陵地にあり、眼下には棚田の風景、見上げれば東播磨の最高峰千ヶ峰（1,005メートル）が望める。ラベンダーは、5月から7月までいろいろな種類が見頃を迎える。
NPO法人北播磨ラベンダーの運営であるが、地域の住民や多くのボランティアにより園内の清掃やラベンダーの植栽が行われている。
園内には、オリジナルのラベンダー精油やルームスプレーなどラベンダーグッズを揃えるショップのほか、名物のたまごかけご飯が食べ放題の食事処や食事がきる喫茶がある。6月中旬から7月中旬には、ラベンダー精油抽出の見学コーナーやラベンダーの摘み取り体験（有料）ができる。
また、ラベンダーオーナー制度があり、年会費１口5,000 円（税込）で１口３株の収穫ができる。シーズン中の入園料は本人のみ無料となり各自来園して刈り取る。苗の管理はラベンダー多可側で行ってもらえるがオーナー自身で摘み取り出来ない場合は、手数料・送料が別途発生するが郵送してもらえる。
オフシーズン中は、入園料が無料。動物の入園、危険物の持ち込みは禁止。

### 年表
- 2006年7月16日 - 轟（とどろき）ラベンダーまつり[4]。
- 2007年4月2日 - 特定非営利活動法人北播磨ラベンダーとして法人設立登記[5]。
- 2007年12月 - ラベンダー園名称募集[6]。
- 2008年6月15日 - 「むらさきの風香る丘」としてオープン[7]。
- 2018年6月17日 -  開園10周年記念イベント開催(記念式典、和太鼓、フルート演奏）。
- 2018年11月18日 - 開園10周年秋の感謝祭。

## 地理
ラベンダーパーク多可が位置する兵庫県多可郡多可町加美区轟（とどろき）地区は、東経135度と北緯35度が交差する「日本列島の中心・日本のへそ」がある西脇市内から北方向に車で約25キロメートル（35分）、丹波市内から西南方向に約12キロメートル（16分）にある。集落は、西に千が峰（1,005メートル）、東に篠が峰（827メートル）、北に竜が岳（816メートル）や南方向には500メートル前後の山々に囲まれている。直線距離で南西方向に約13キロメートルの所に笠形山（939メートル）があり千ヶ峰と共に、笠形山千ヶ峰県立自然公園を形成している。また、集落には、南北に杉原川の清流が流れており、約25キロメートル南下して西脇市で一級河川の加古川に合流する。また、川に沿って国道427号が走る。ラベンダーパーク多可は集落から東方向に50メートル上った丘陵地にあり標高は260メートルある。集落から国道427号で北方向に車で4キロメートル（4分）には「道の駅杉原紙の里・多可」と「杉原紙研究所」がある。杉原紙は1,300年以上の歴史を誇る。

## 見頃

### 5月中旬から6月上旬
ストエカスラベンダーは、花色は青紫でフレンチラベンダーとも呼ばれる。花の頂部にある兎の耳やパイナップルに似た赤紫色の苞（ホウ）が特徴で、芳香はローズマリーに近い。 耐暑性に優れており花穂も太く折れにくい。

### 6月中旬から6月下旬
イングリッシュラベンダーは、北海道のラベンダー畑でおなじみのラベンダー。花色は鮮やかな青紫で香りが強く花からとれる精油の量も多い。寒さに強いが高温多湿にはやや弱い。花茎が長いので、ドライフラワーやリース作りに向いている。同じシソ科のブルーサルビアと似ている。

### 6月末頃から7月中旬
ラバンディンラベンダーは、原種のスパイクラベンダー（L. latifolia）とイングリッシュラベンダーの交配種で、花穂全体が紫色。比較的耐暑性に富み、寒さにも強い。精油分が多く、強い香りがあるのが特徴。

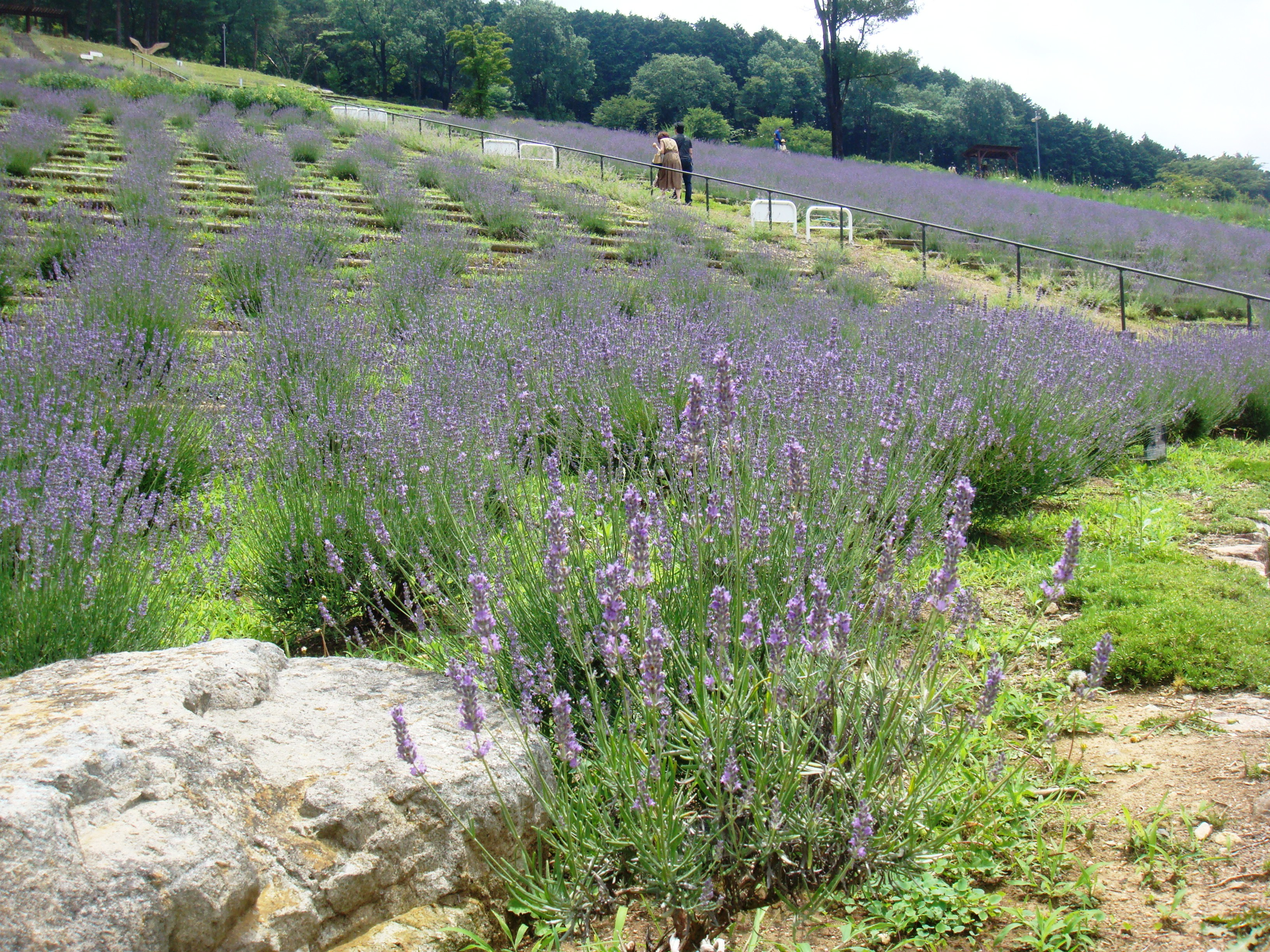
2017.7.8撮影
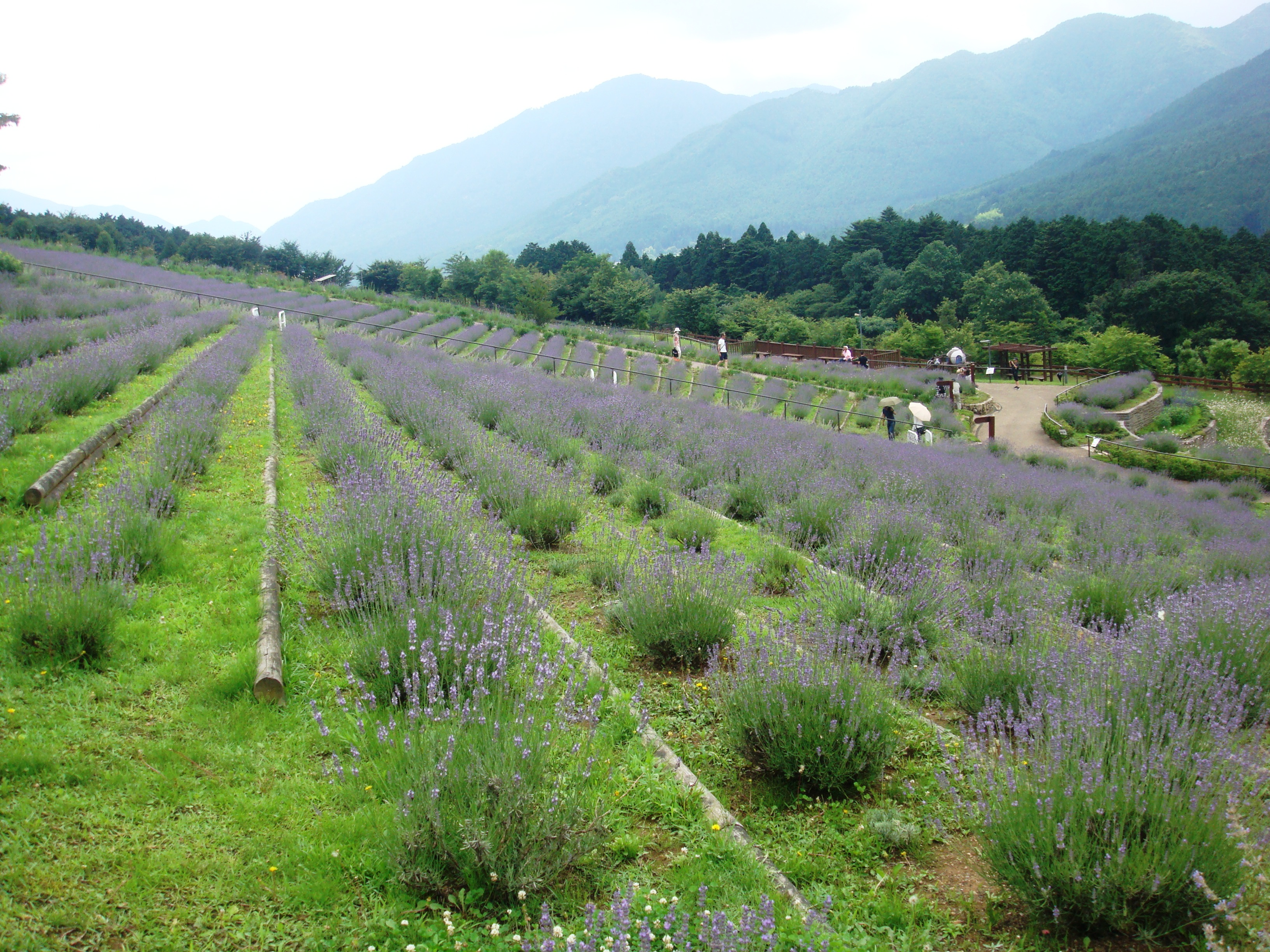
2017.7.8撮影
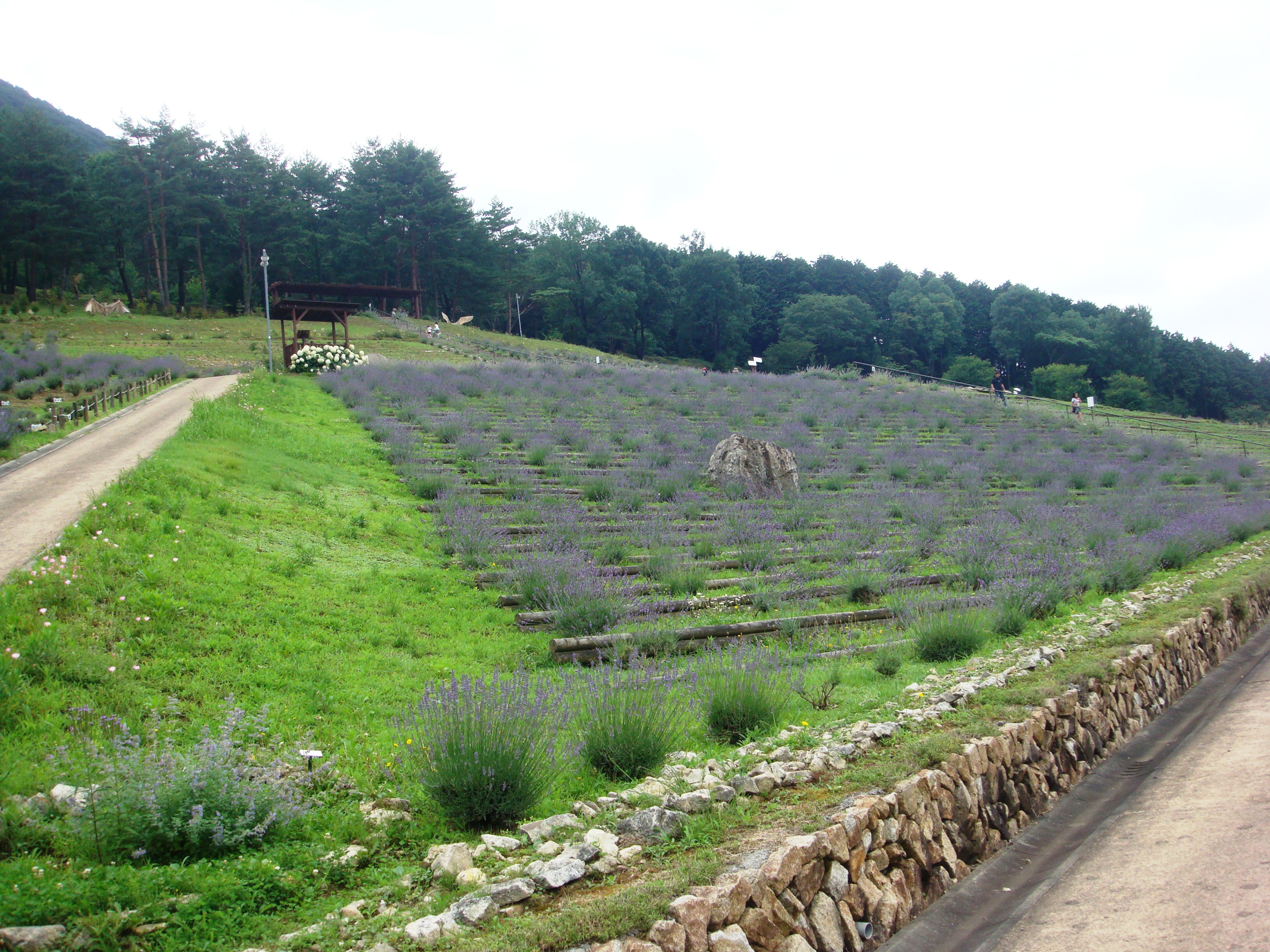
2017.7.8撮影
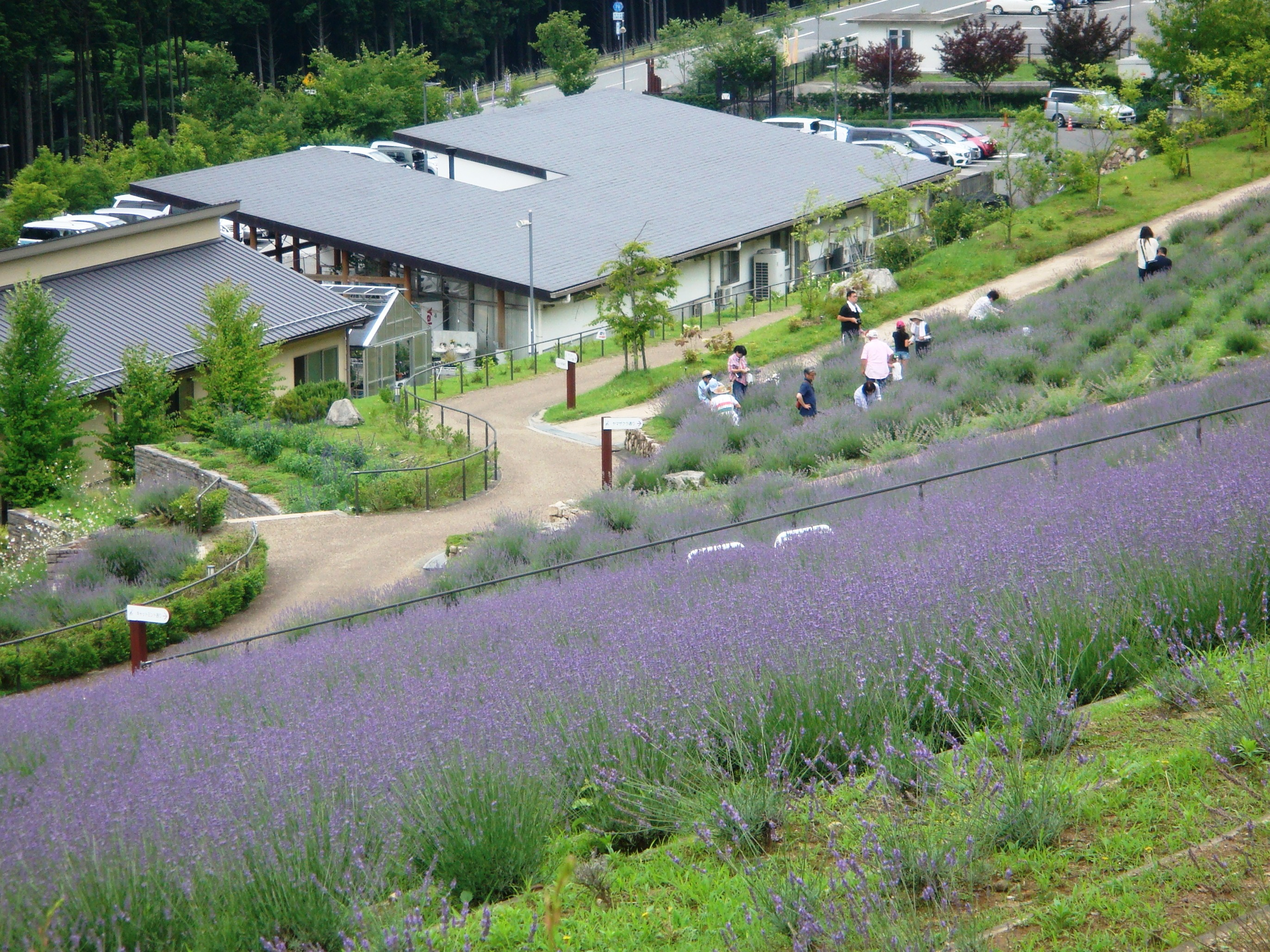
2017.7.8撮影

## 施設

### 主な施設
園内の施設は、ラベンダー園、総合案内所、加工体験館、 蒸留加工施設（ラベンダーオイル製造）、 農村公園、ふれあい広場が整備されている。また、駐車場は第一駐車場、第二駐車場（大型5台、普通自動車90台）がありオフシーズン中は無料となる。園内店舗としては、加工品・特産品販売ショップ、たまごかけごはん店、喫茶、食事店、休憩所、トイレが完備されている。また、大井戸山登山道の入り口にも連絡している。

### 営業時間
- 開園時間は、9時から17時。
- 休園日は、毎水曜日（5月中旬から7月中旬のシーズン中は無休）。
- 料金
  - 5月中旬から7月中旬のシーズン中は、高校生以上500円、小中学生200円（20人以上の団体割引あり）。
  - オフシーズンは無料。

### 規模
- 総面積5ヘクタール。（うちラベンダー園は、3.5ヘクタール）
- ラベンダーは、3種 約20,000株。

## 交通アクセス
- 自動車
  - 中国自動車道滝野社ICから国道175号、国道427号を経由して約60分。
  - 播但連絡道路神崎南ランプから県道8号線、国道427号を経由して約40分。
  - 舞鶴若狭自動車道春日ICより北近畿豊岡自動車道氷上ICから県道7号、県道78号を経由し約15分。
- 鉄道
  - JR加古川線西脇市駅下車。
    - 神姫バスで山寄上行きまたは鳥羽上行きで轟バス停留所で下車（約60分）。徒歩約15分。

## 周辺情報
- 極楽寺
- 千ヶ峰
- 三谷渓谷
- 光竜寺山城跡
- 野間山城跡
- 松か井の水
- 大歳金刀比羅神社
- 東山古墳群